# Semiothisa marmorea
Semiothisa marmorea là một loài bướm đêm trong họ Geometridae.